# Nhà máy thủy điện Lai Châu

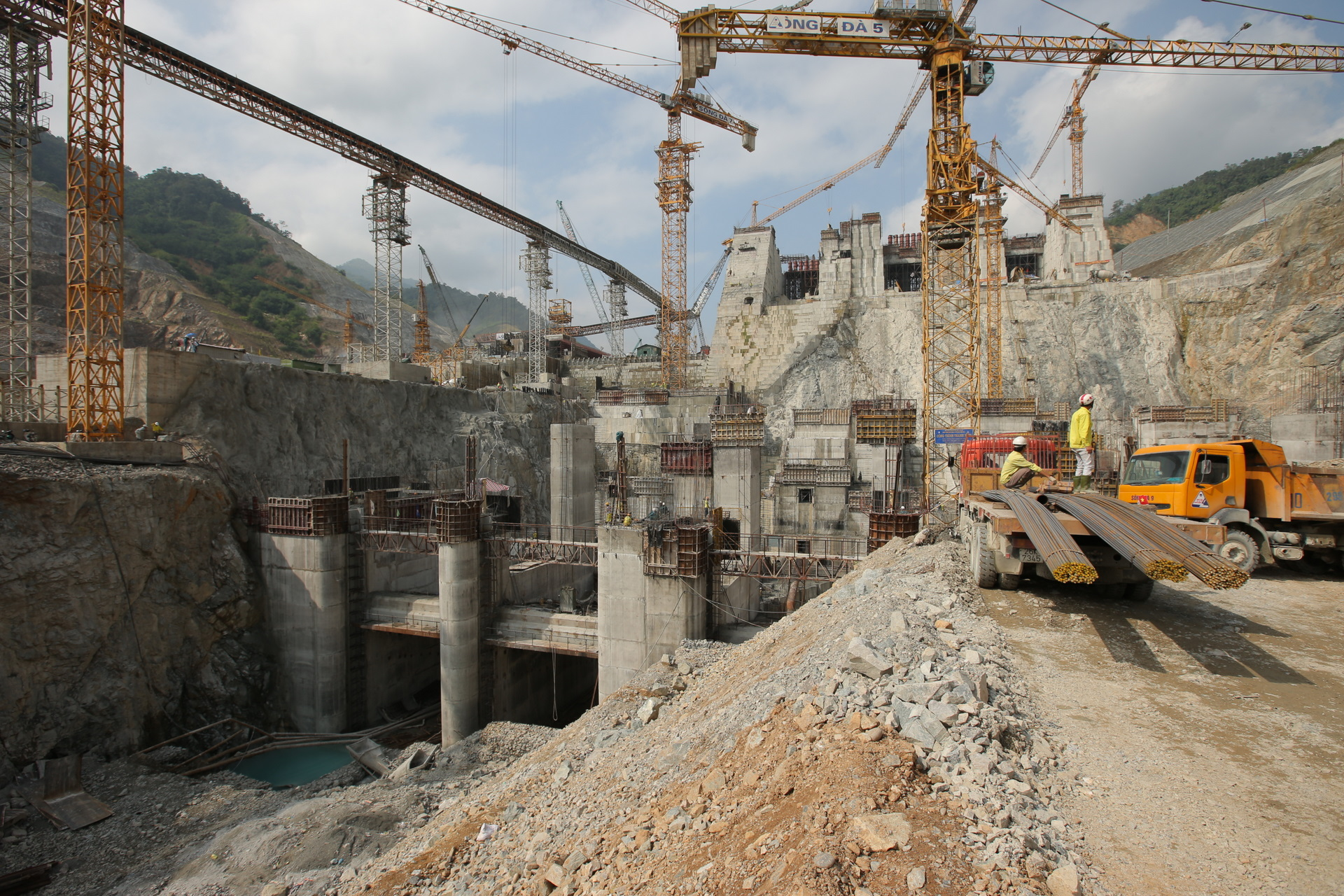
Đập Lai Châu trong quá trình thi công vào năm 2013

Thủy điện Lai Châu, còn gọi là Thủy điện Nậm Nhùn, là công trình trọng điểm quốc gia Việt Nam, xây dựng trên dòng chính sông Đà tại thị trấn Nậm Nhùn, huyện Nậm Nhùn, tỉnh Lai Châu, Việt Nam.
Thủy điện Lai Châu có 1.200 MW với 3 tổ máy, khởi công xây dựng ngày 5 tháng 1 năm 2011, hòa lưới 3 tổ máy tháng 11 năm 2016, khánh thành tháng 12 năm 2016, sớm hơn 1 năm so với chỉ tiêu Quốc hội đề ra .
Công trình này được xây dựng ở bậc thang trên cùng của dòng chính sông Đà tại Việt Nam, bậc trên của thủy điện Sơn La. Công trình này có tổng mức đầu tư sơ bộ ước tính hơn 35.700 tỷ đồng. Nhà máy Thủy điện Lai Châu sẽ cung cấp mỗi năm lên lưới điện quốc gia khoảng 4.670,8 triệu kWh.
Đây là công trình thủy điện không những có vai trò quan trọng trong việc phát triển điện, cấp nước cho đồng bằng sông Hồng về mùa khô mà còn tạo cơ hội phát triển - kinh tế xã hội hai tỉnh Lai Châu và Điện Biên, đảm bảo an ninh quốc phòng khu vực Tây Bắc. Thủy điện Lai Châu thuộc bậc trên cùng của dòng sông Đà tại Việt Nam, giáp với biên giới Trung Quốc. Với thiết kế chọn cao trình đập 303 m sẽ đảm bảo mực nước cách biên giới khoảng 15 – 20 km, nhưng khi nước dềnh hoặc có lũ thì chỉ cách biên giới khoảng 2 km.

## Thông số kĩ thuật chính:
Thủy điện Lai Châu có thiết kế;
Mực nước dâng bình thường 295 m.
Mức nước chết 265 m
Công suất lắp máy 1.200 MW với 3 tổ máy, mỗi tổ máy 400 MW.
Lưu lượng 1 cửa xả mặt trên cửa xả vào khoảng 400 m³/s.
Cùng với thủy điện Hòa Bình (1.920 MW) và Sơn La (2.400 MW), thủy điện Lai Châu (1.200 MW), thủy điện Bản Chát (220 MW), thủy điện Huổi Quảng (520 MW) nâng tổng công suất các nhà máy thủy điện trên sông Đà đạt khoảng 6.500 MW, cung cấp khoảng 25 tỷ kWh điện và đem lại giá trị điện khoảng 2,2 - 2,5 tỷ USD mỗi năm.

## Di dân
Là công trình lớn, song thủy điện Lai Châu có khối lượng di dân, tái định cư không lớn. Dự kiến có khoảng 1.331 hộ / 5.867 khẩu thuộc huyện Mường Tè, tỉnh Lai Châu nằm trong phạm vi vùng lòng hồ và mặt bằng công trình.
Chủ đầu tư dự án là Tập đoàn Điện lực Việt Nam - đã lập chi phí đền bù, di dân tái định cư của công trình này theo cơ chế của thủy điện Sơn La.

## Các đơn vị thực hiện
Theo sự phân công của Chính phủ Việt Nam, Tập đoàn Điện lực EVN là chủ đầu tư dự án xây dựng Thủy điện Lai Châu; đường giao thông tránh ngập tỉnh lộ 127 và đường tránh ngập đoạn Mường Tè - Pắc Ma; lập quy hoạch tổng thể bồi thường di dân, tái định cư.
UBND tỉnh Lai Châu được giao làm chủ đầu tư dự án bồi thường di dân, tái định cư cho 1.331 hộ / 5.867 người bị ảnh hưởng trực tiếp thuộc địa bàn 8 xã và 1 thị trấn; 617 hộ / 3.873 người bị ảnh hưởng gián tiếp thuộc địa bàn của 3 xã.
Tổ hợp nhà thầu thi công công trình chính sẽ là Tập đoàn Sông Đà, Tổng công ty Lắp máy Việt Nam, Tổng công ty Xây dựng và Phát triển hạ tầng, Tổng công ty xây dựng Trường Sơn.
Đơn vị tư vấn giám sát và ảnh hưởng trực tiếp đến chất lượng, tiến độ công trình là Phòng chuẩn bị sản xuất Lai châu - Công ty thủy điện Sơn La